# Cyrtopodium virescens
Cyrtopodium virescens är en orkidéart som beskrevs av Heinrich Gustav Reichenbach och Johannes Eugen ius Bülow Warming. Cyrtopodium virescens ingår i släktet Cyrtopodium, och familjen orkidéer. Inga underarter finns listade i Catalogue of Life.

## Bildgalleri

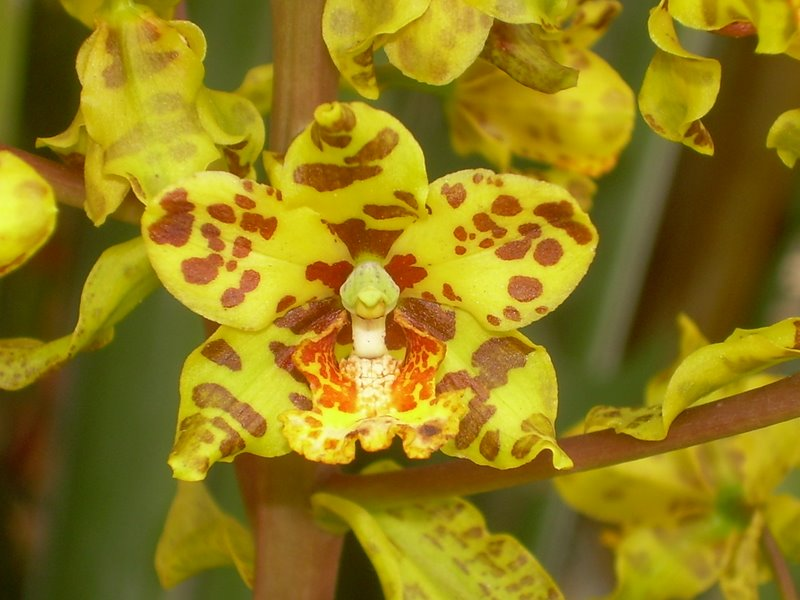
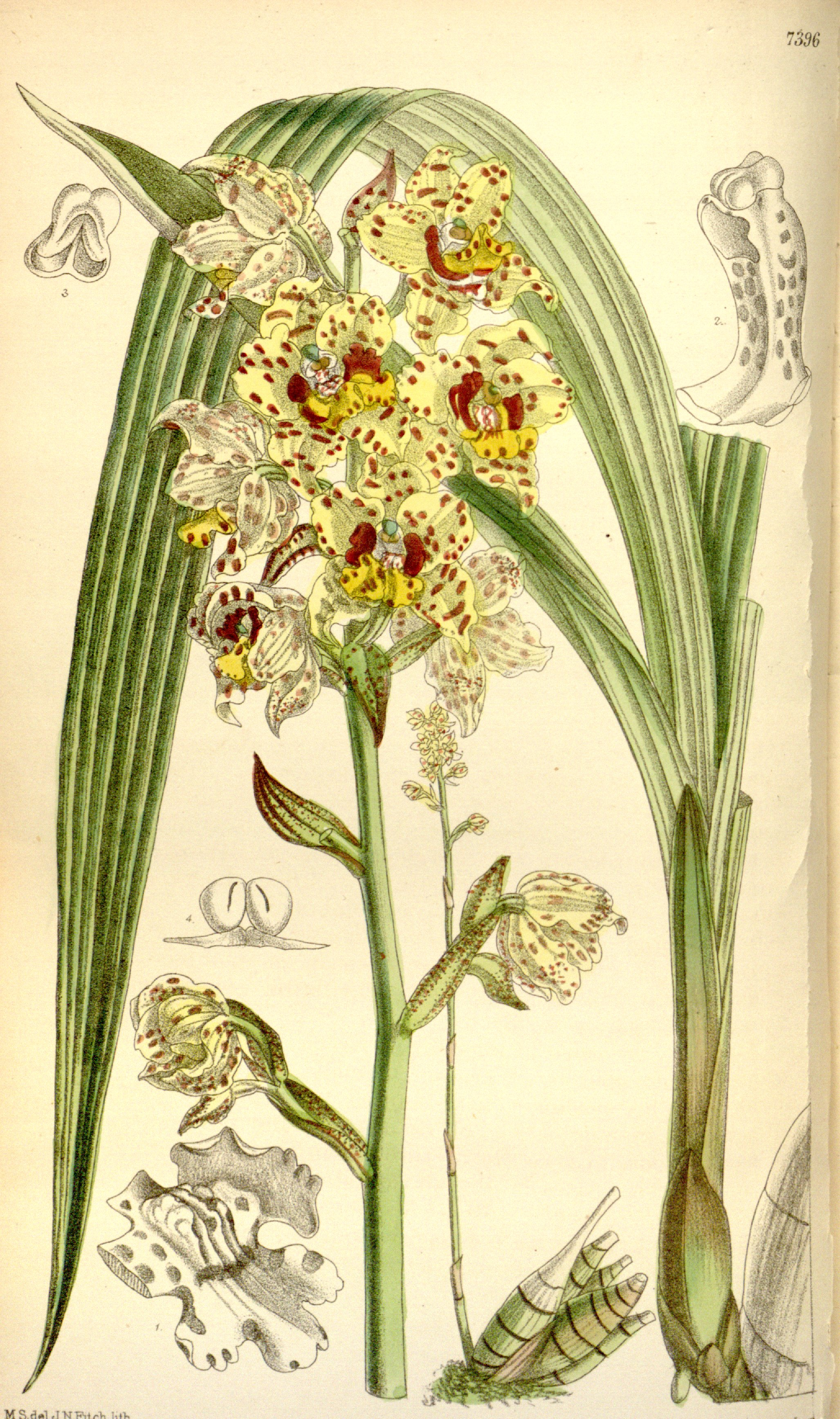